# A bunyós
A bunyós (eredeti cím: The Boxer) 1997-ben bemutatott egész estés amerikai–ír film, amelynek rendezője Jim Sheridan. A főszereplői Daniel Day-Lewis, Emily Watson és Brian Cox.

## Szereplők
| Szereplő                 | Eredeti hang      | Magyar hang      |
| ------------------------ | ----------------- | ---------------- |
| Danny Flynn              | Daniel Day-Lewis  | Rékasi Károly    |
| Maggie                   | Emily Watson      | Tóth Ildikó      |
| Joe Hamill               | Brian Cox         | Makay Sándor     |
| Ike Weir                 | Ken Stott         | Papp János       |
| Harry                    | Gerard McSorley   | Kárpáti Tibor    |
| Patsy                    | Eleanor Methven   | Csere Ágnes      |
| Liam                     | Ciarán Fitzgerald | Szvetlov Balázs  |
| Sean                     | David McBlain     | Háda János       |
| Matt MaGuire             | Kenneth Cranham   | Versényi László  |
| Joe Hamill segédje       | David Hayman      | Orosz István     |
| Billy Patterson          | Mick Tohill       | Áron László      |
| Reggie Bell              | Ian McElhinney    | Cs. Németh Lajos |
| További magyar hangok    |                   |                  |
| Vizy György, Némedi Mari |                   |                  |